# Bixad (Covasna)
Bixad es una comuna ubicada en el distrito de Covasna, Rumania.

## Superficie
Posee una superficie de 62,13 kilómetros cuadrados.

## Demografía
Hasta 2021 la población era de 1585 habitantes, con una densidad de población de 25,51 habitantes por kilómetro cuadrado.